# Гірська залізниця Нілґірі
Гірська́ залізни́ця Нілґі́рі (англ. Nilgiri Mountain Railway, NMR) — залізниця, що сполучає місто Метупалаям із високогірною станцією Удаґамандалам у горах Нілґірі, в індійському штаті Таміл-Наду. Це єдина залізнична система в Індії, що використовує рейко-зубчасту систему Абдта. Разом з іншими гірськими залізницями з 2005 року вона становила об'єкт Світової спадщини ЮНЕСКО.